# الوزير المرافق
الوزير المرافق هو كتاب من تأليف غازي عبد الرحمن القصيبي، صدر سنة 2010، يدون فيه الكاتب فترة عمله وزيراً للصناعة ووزيراً للصحة في حكومة المملكة العربية السعودية؛ وقيامه بدور الوزير المرافق لرؤساء وملوك زاروا المملكة وكذلك مرافقة ولي العهد أو الملك السعودي في فترة السبعينات وحتى منتصف الثمانينات، يقف المؤلف على دقائق الأمور لجلسات القمة العربية المغلقة والمشادات بين الرؤساء مع المواقف المدهشة والمحرجة لبعض الملوك والأمراء وكذلك رؤساء الدول الغربية والأفريقية.

## محتوى
يبدأ القصيبي مقدماً بقوله: 
يقسم الكتاب في عشرة أجزاء،وتحت كل عنوان يسرد تجربة الوزير المرافق.

في مدونة البيت الأبيض.. بين سيدين تحدث الوزير المرافق عن نيكسون إمبراطور واشنطن أمام قضية ووترغيت التي أطاحت به. وفي لقائه مع الأخ العقيد.. في الحافلة، يذكر أن أول ليلة في ضيافة العقيد القذافي نام الوفد السعودي في البلكونات لشدة الحر، ثم يروي نقاشات مختلفة بين مستشار الملك خالد الشرعي وبين العقيد في جوانب فقهية كثيرة وأهمها اختراعه لتاريخ هجري متعلق بوفاة الرسول لمخالفة المسيحيين الذين يؤرخون بميلاد المسيح، وقال القذافي في دفوعه إنه ابتكر هذا التاريخ لأنه حاكم مسلم وعمر بن الخطاب حاكم مسلم، فسأله
ليحسم العقيد القضية بقوله: